# Cangakan (Kanor)
Cangakan is een bestuurslaag in het regentschap Bojonegoro van de provincie Oost-Java, Indonesië. Cangakan telt 2096 inwoners (volkstelling 2010).